# 长青街道 (武汉市)
长青街道，是中华人民共和国湖北省武汉市东西湖区下辖的一个乡镇级行政单位。

## 行政区划
长青街道下辖以下地区：
合兴里社区、三民社区、团结社区、兴达社区、革新社区、二雅社区、幸福社区、新征社区、友谊社区、华星社区、金鼎湾社区和九坤社区。